# Annerys Vargas
Pour les articles homonymes, voir Vargas.
Annerys Victoria Vargas Valdez est une joueuse dominicaine de volley-ball née le 7 août 1981 à Saint-Domingue. Elle mesure 1,94 m et joue au poste de centrale. Elle totalise 257 sélections en équipe de République dominicaine.

## Clubs
| Club                  | De        | À         |
| --------------------- | --------- | --------- |
| Simón Bolivar         | 1996-1997 | 1997-1998 |
| Modeca                | 1999-2000 | 2001-2002 |
| Los Cachorros         | 2003-2004 | 2003-2004 |
| Modeca                | 2004-2005 | 2004-2005 |
| Bameso                | 2005-2005 | 2005-2005 |
| Vaqueras de Bayamón   | 2005-2006 | 2005-2006 |
| CAV Murcia 2005       | 2006-2007 | 2006-2007 |
| VB Güneş Sigorta      | 2008-2008 | 2008-2008 |
| La Romana             | 2008-2009 | 2008-2009 |
| Criollas de Caguas    | 2009-2009 | 2009-2009 |
| Usiminas/Minas        | 2009-2010 | 2009-2010 |
| Mirador               | 2010-2011 | 2010-2011 |
| Criollas de Caguas    | 2011-2012 | 2011-2012 |
| Azəryol VK            | 2013-2014 | 2013-2014 |
| River Volley Piacenza | 2014-2015 | …         |

## Palmarès

### Équipe nationale
- Coupe panaméricaine
  - Vainqueur : 2008, 2010, 2014[2].
  - Finaliste : 2002, 2003, 2005, 2009, 2013.
- Championnat d'Amérique du Nord
  - Finaliste: 2013, 2015.
- Jeux d'Amérique centrale et des Caraïbes
  - Vainqueur : 2002, 2006, 2010, 2014.
- Jeux Panaméricains
  - Vainqueur : 2003.

### Clubs
- Top Teams Cup
  - Vainqueur : 2007.
- Challenge Cup
  - Vainqueur : 2008.
- Championnat d'Espagne
  - Vainqueur : 2007.
- Coupe d'Espagne
  - Vainqueur : 2007.
- Championnat d'Azerbaïdjan
  - Finaliste : 2014.
- Supercoupe d'Italie
  - Vainqueur : 2014.

### Distinctions individuelles
- Volley-ball féminin aux Jeux panaméricains de 2003: Meilleure serveuse et meilleure contreuse.
- Championnat d'Amérique du Nord de volley-ball féminin 2003: Meilleur contreuse.
- Volley-ball féminin aux Jeux d'Amérique centrale et des Caraïbes 2006: Meilleure serveuse, meilleure contreuse et MVP.
- Challenge Cup féminine 2007-2008: Meilleure contreuse.
- Championnat du monde des clubs de volley-ball féminin 2010: Meilleur contreuse.
- Volley-ball féminin aux Jeux d'Amérique centrale et des Caraïbes 2010: Meilleure contreuse.
- Volley-ball féminin aux Jeux d'Amérique centrale et des Caraïbes 2014: Meilleures centrales[3].